# Ice Bucket Challenge

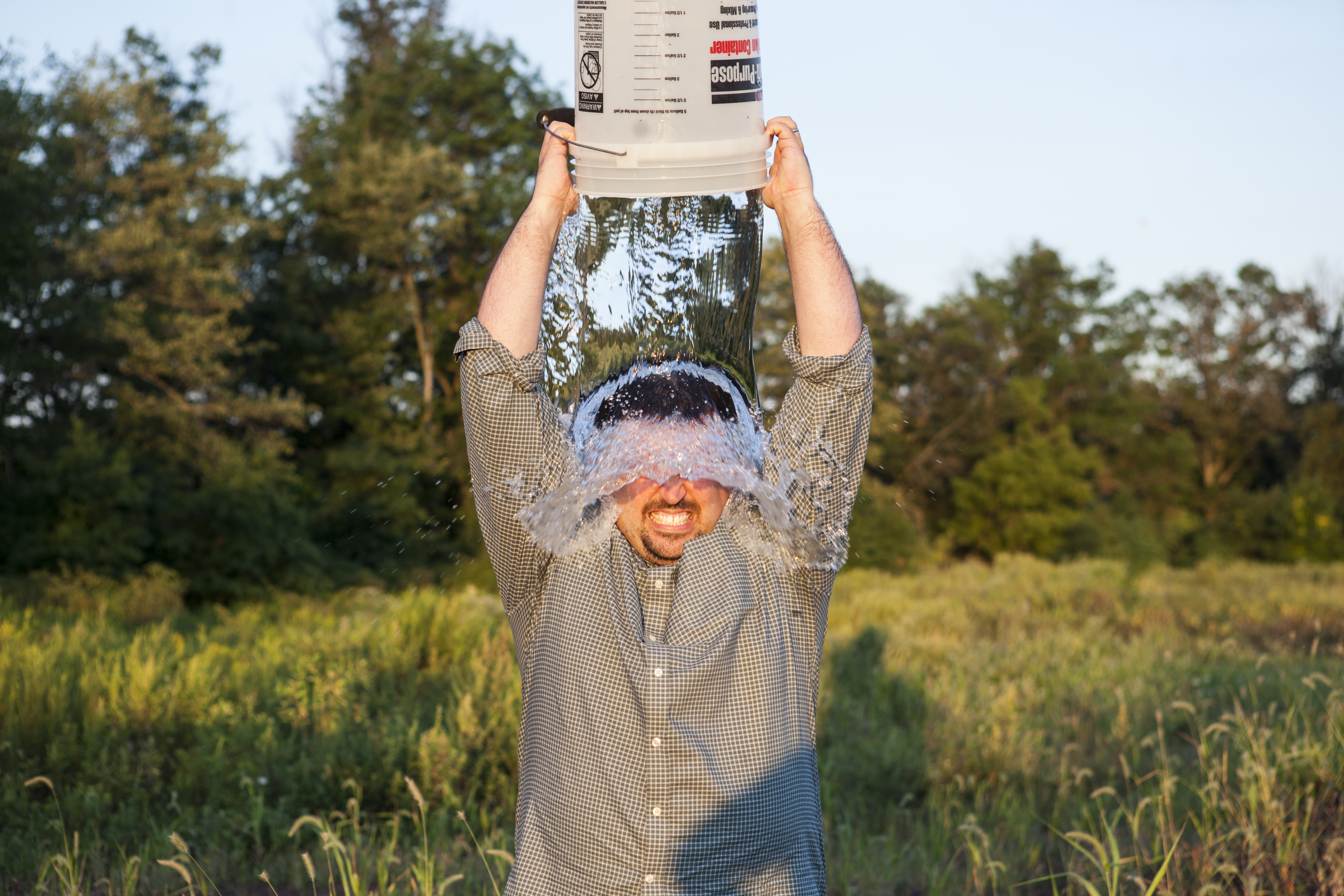
Iemand die de Ice Bucket Challenge doet

De Ice Bucket Challenge (letterlijk: ijsemmeruitdaging) is een actie en internetmeme die in juli en augustus 2014 in omloop raakte. Degene die de uitdaging accepteert, wordt geacht een emmer ijswater over zijn hoofd te gieten dan wel een donatie te doen ten behoeve van ALS-patiënten. Latere nominaties hadden meestal de combinatie van en een ijsemmer over je heen laten gooien en een donatie aan een ALS-organisatie.
De hype is afkomstig uit de Verenigde Staten en sloeg half augustus ook aan in België, waar enkele ministers met hun deelname in de media kwamen. In Nederland kreeg de hype bekendheid door onder anderen Beau van Erven Dorens en Giel Beelen. In 2013 was er al een soortgelijke hype die de Cold Water Challenge werd genoemd.

## Werkwijze

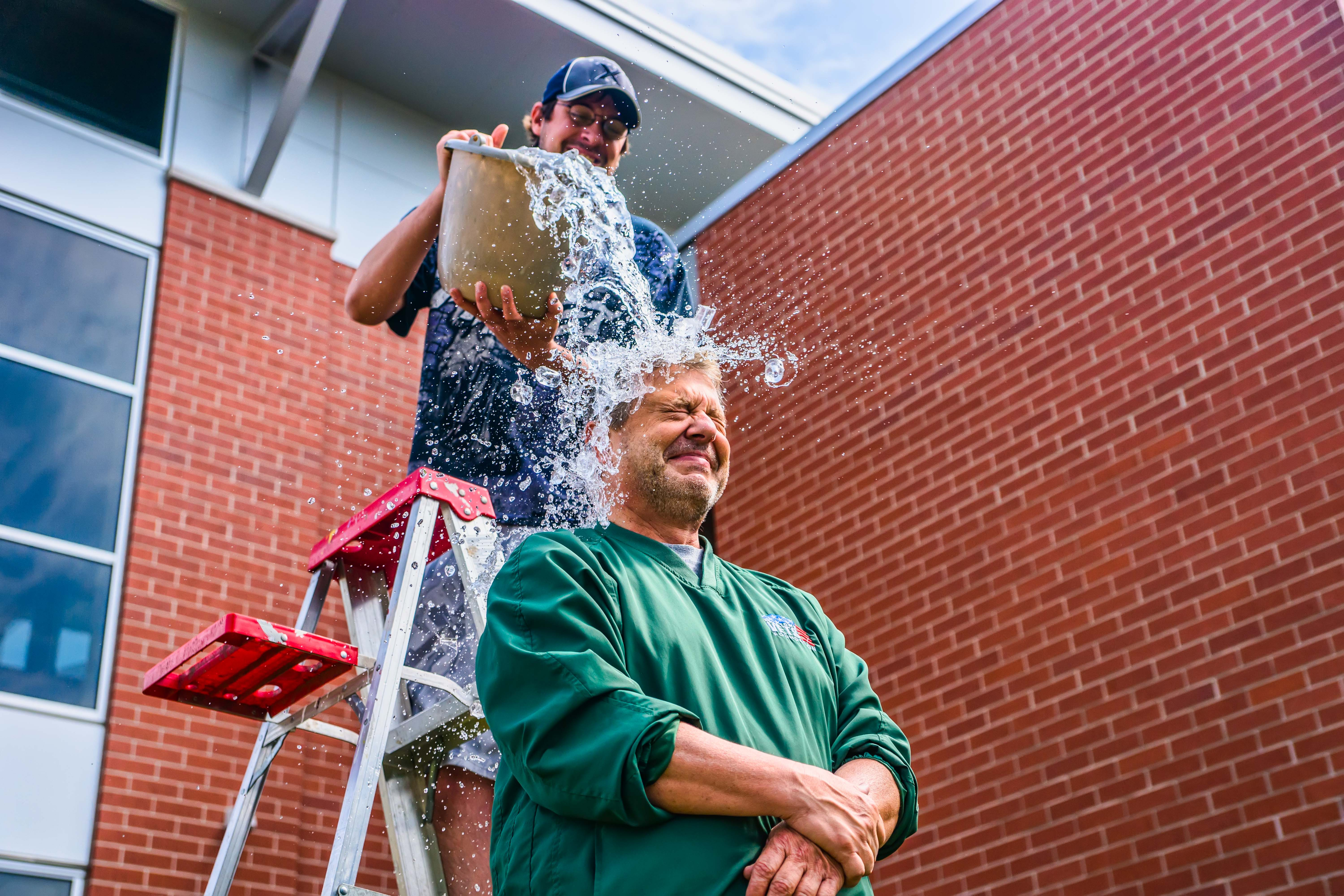
John Maino, een lokale bekendheid uit Wisconsin ondergaat de Ice Bucket Challenge

Deelnemers voor de Ice Bucket Challenge worden door hun voorganger uitgedaagd ("genomineerd") om binnen 24 uur een filmpje van zichzelf op internet (meestal YouTube of een sociaalnetwerksite) te plaatsen waarin ze een emmer ijswater over zichzelf heen gieten en vervolgens een drietal nieuwe mensen uitdagen met dit fenomeen mee te doen. Wanneer iemand de uitdaging niet aangaat of dit niet binnen 24 uur voor elkaar krijgt, dient hij/zij geld te schenken aan het goede doel: in de Verenigde Staten honderd dollar aan de ALS Association. Wanneer iemand de uitdaging wél aangaat, hoeft deze niet te doneren. Hiermee is deze challenge vergelijkbaar met een kettingbrief. Veel deelnemers plaatsten echter én een filmpje én zeiden een (soms kleinere) donatie gedaan te hebben.

## Effect
De Ice Bucket Challenge zorgde in augustus 2014 in vier weken tijd voor $79,9 miljoen aan donaties aan de ALS Association, waar dat in diezelfde periode een jaar eerder $2,5 miljoen betrof. De Stichting ALS Nederland telde sinds het begin van de rage in juli 51.000 donaties met een totale waarde van één miljoen euro. Dit terwijl de stichting normaal gesproken ongeveer 200 donaties per maand te verwerken krijgt. De stichting moest extra vrijwilligers inzetten om de hoeveelheid binnengekomen machtigingen te verwerken.
Op 31 augustus 2014 werd bekend dat de Belgische ALS Liga 123.000 euro aan donaties had ontvangen. De ALS Liga maakte eerder bekend dat de opbrengst aan het DNA-onderzoek Project MinE geschonken wordt.

## Opmerkelijke deelnames

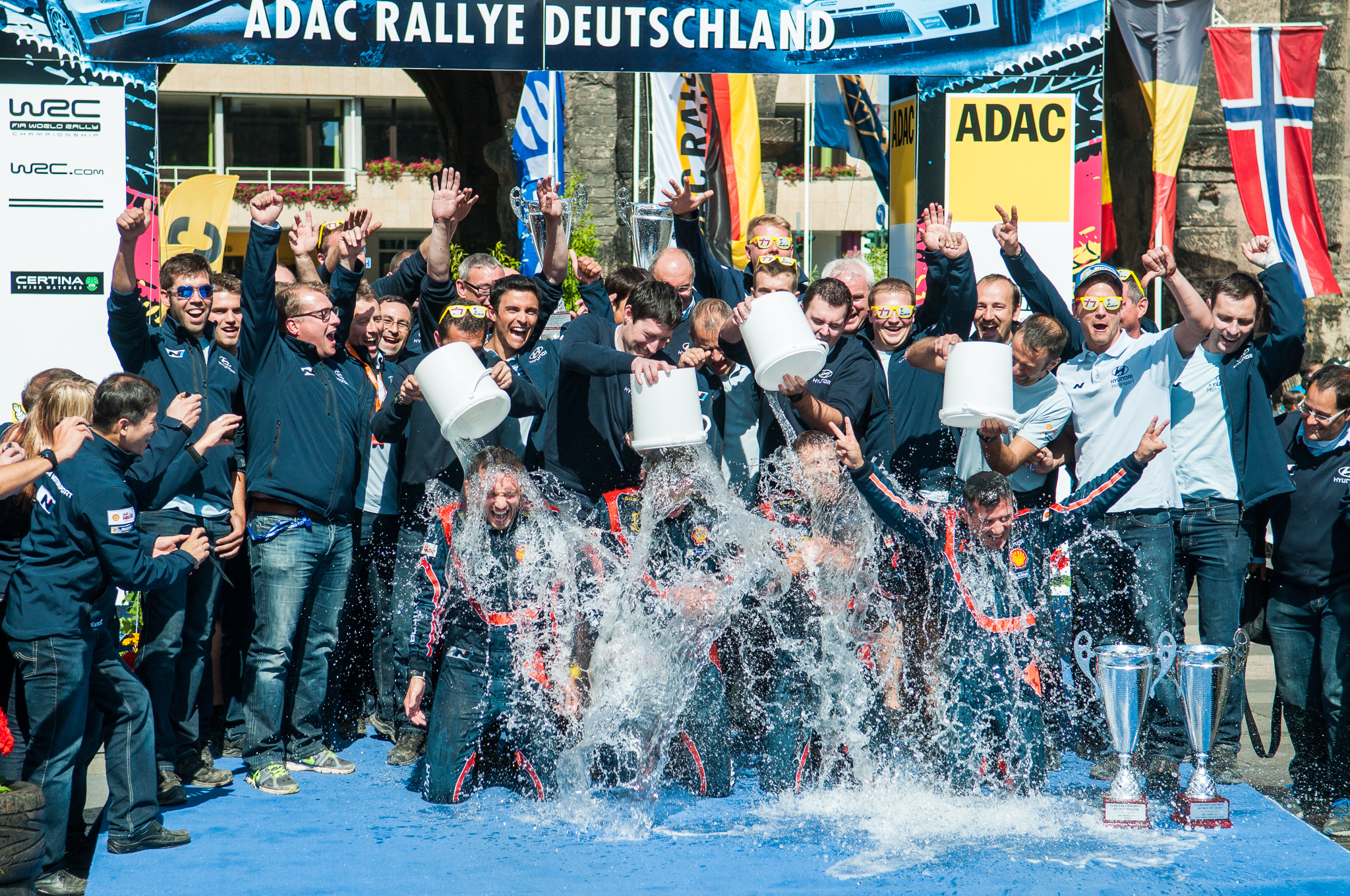
De winnaars van de Rally van Duitsland van 2014 ondergaan de Ice Bucket Challange

- Charlie Sheen gebruikte geen emmer water maar goot 10.000 dollar over zijn hoofd waarna hij aankondigde deze aan de ALS te zullen doneren.[7]
- Matt Damon deed de challenge met water uit het toilet om op die manier meteen aandacht te vragen voor het tekort aan schoon drinkwater.
- In de Verenigde Staten werd zelfs een voortvluchtige crimineel opgespoord doordat deze aan de Ice Bucket Challenge had meegedaan.[8]
- In het weekend van 23 augustus 2014 viel op het Schotse eiland Colonsay vijf keer de watervoorziening stil toen de inwoners massaal de Ice Bucket Challenge aangingen.[9]

AYBABTU · Bed Intruder Song · Bert is Evil · Bielefeldcomplot · Dat Boi · facepalm · Gangnam Style · Grumpy Cat · Happy Merchant · Harlem Shake · Ice Bucket Challenge · intelligent falling · Invisible Pink Unicorn · lolcat · leisure diving · Loitumameisje · Numa Numa · Nyan Cat · Oof · Pedobear · Pepe the Frog · Planking · Rage Comics · rickroll · ROFLcopter · Serge de lama · Vliegend Spaghettimonster